# Ázerbájdžán na letních olympijských hrách
Ázerbájdžán na letních olympijských hrách startuje od roku 1996. Toto je přehled účastí, medailového zisku a vlajkonošů na dané sportovní události.

## Účast na Letních olympijských hrách
| Dějiště LOH            | LOH      | Vlajkonoš                                          | Zlatá medaile | Stříbrná medaile | Bronzová medaile | Celkem |
| ---------------------- | -------- | -------------------------------------------------- | ------------- | ---------------- | ---------------- | ------ |
| 1996 Atlanta           | LOH 1996 | Nazim Husejnov                                     |               | 1                |                  | 1      |
| 2000 Sydney            | LOH 2000 | Namig Abdullajev                                   | 2             |                  | 1                | 3      |
| 2004 Athény            | LOH 2004 | Nizami Paşayev                                     | 1             |                  | 4                | 5      |
| 2008 Peking            | LOH 2008 | Farid Mansurov                                     | 1             | 1                | 4                | 6      |
| 2012 Londýn            | LOH 2012 | Elnur Mammadli                                     | 2             | 2                | 5                | 9      |
| 2016 Rio de Janeiro    | LOH 2016 | Teymur Məmmədov (zahájení) Hadži Alijev (ukončení) | 1             | 7                | 10               | 18     |
| 2020 Tokio             | LOH 2020 | Farida Azizova a Rustam Orudžov                    |               | 3                | 4                | 7      |
| 2024 Paříž             | LOH 2024 |                                                    |               |                  |                  | x      |
| Celkem                 | 7        |                                                    | 7             | 14               | 28               | 49     |
| Zdroj na Olympedia.org |          |                                                    |               |                  |                  |        |

## Listina medailistů
| Medal            | Sportovec              | LOH               | Sport                  |
| ---------------- | ---------------------- | ----------------- | ---------------------- |
| Stříbrná medaile | Namig Abdullajev       | Ázerbájdžán (AZE) | 1996 Zápas             |
| Zlatá medaile    | Zemfira Meftahatdinova | Ázerbájdžán (AZE) | 2000 Sportovní střelba |
| Zlatá medaile    | Namig Abdullajev       | Ázerbájdžán (AZE) | 2000 Zápas             |
| Bronzová medaile | Vugar Alakparov        | Ázerbájdžán (AZE) | 2000 Box               |
| Zlatá medaile    | Farid Mansurov         | Ázerbájdžán (AZE) | 2004 Zápas             |
| Bronzová medaile | Fuad Aslanov           | Ázerbájdžán (AZE) | 2004 Box               |
| Bronzová medaile | Aghasi Mammadov        | Ázerbájdžán (AZE) | 2004 Box               |
| Bronzová medaile | Irada Ashumova         | Ázerbájdžán (AZE) | 2004 Sportovní střelba |
| Bronzová medaile | Zemfira Meftahatdinova | Ázerbájdžán (AZE) | 2004 Sportovní střelba |
| Zlatá medaile    | Elnur Mammadli         | Ázerbájdžán (AZE) | 2008 Judo              |
| Stříbrná medaile | Rovšan Bajramov        | Ázerbájdžán (AZE) | 2008 Zápas             |
| Stříbrná medaile | Vitali Rahimov         | Ázerbájdžán (AZE) | 2008 Zápas             |
| Bronzová medaile | Shahin Imranov         | Ázerbájdžán (AZE) | 2008 Box               |
| Bronzová medaile | Movlud Miralijev       | Ázerbájdžán (AZE) | 2008 Judo              |
| Bronzová medaile | Marija Stadnyková      | Ázerbájdžán (AZE) | 2008 Zápas             |
| Bronzová medaile | Chetag Gozjumov        | Ázerbájdžán (AZE) | 2008 Zápas             |
| Zlatá medaile    | Togrul Asgarov         | Ázerbájdžán (AZE) | 2012 Zápas             |
| Zlatá medaile    | Šarif Šarifov          | Ázerbájdžán (AZE) | 2012 Zápas             |
| Stříbrná medaile | Rovšan Bajramov        | Ázerbájdžán (AZE) | 2012 Zápas             |
| Stříbrná medaile | Marija Stadnyková      | Ázerbájdžán (AZE) | 2012 Zápas             |
| Bronzová medaile | Teymur Məmmədov        | Ázerbájdžán (AZE) | 2012 Box               |
| Bronzová medaile | Magomedrasul Medžidov  | Ázerbájdžán (AZE) | 2012 Box               |
| Bronzová medaile | Valentin Hristov       | Ázerbájdžán (AZE) | 2012 Vzpírání          |
| Bronzová medaile | Yuliya Ratkevich       | Ázerbájdžán (AZE) | 2012 Zápas             |
| Bronzová medaile | Emin Ahmadov           | Ázerbájdžán (AZE) | 2012 Zápas             |
| Bronzová medaile | Chetag Gozjumov        | Ázerbájdžán (AZE) | 2012 Zápas             |